# (What's the Story) Morning Glory?
(What's the Story) Morning Glory? je druhé studiové album anglické rockové kapely Oasis. Bylo vydáno 2. října 1995. Produkce se ujal Owen Morris a kytarista kapely Noel Gallagher. Na rozdíl od předchozího alba Definitely Maybe se zde Noel Gallagher více zaměřil na balady a kladl větší důraz na výrazné refrény. Také smyčcové aranže a rozmanitější instrumentace zde kontrastují se syrovostí debutového alba.

## Seznam skladeb
Autorem všech skladeb je Noel Gallagher, pokud není uvedeno jinak.
| Pořadí | Název                                                       | Délka |
| ------ | ----------------------------------------------------------- | ----- |
| 1.     | Hello (Gallagher, Gary Glitter, Mike Leander)               | 3:21  |
| 2.     | Roll with It                                                | 3:59  |
| 3.     | Wonderwall                                                  | 4:18  |
| 4.     | Don’t Look Back in Anger                                    | 4:48  |
| 5.     | Hey Now!                                                    | 5:41  |
| 6.     | nepojmenováno (známá též jako „The Swamp Song – Excerpt 1“) | 0:44  |
| 7.     | Some Might Say                                              | 5:29  |
| 8.     | Cast No Shadow                                              | 4:51  |
| 9.     | She’s Electric                                              | 3:40  |
| 10.    | Morning Glory                                               | 5:03  |
| 11.    | nepojmenováno (známá též jako „The Swamp Song – Excerpt 2“) | 0:40  |
| 12.    | Champagne Supernova                                         | 7:27  |

## Obsazení
Oasis
- Liam Gallagher – hlavní vokály, tamburína
- Noel Gallagher – sólová a akustická kytara, vokály (hlavní v „Don’t Look Back in Anger“ a „Bonehead’s Bank Holiday“), klavír, mellotron, e-bow
- Paul „Bonehead“ Arthurs – rytmická a akustická kytara, klavír, mellotron, opilé vokály v „Bonehead’s Bank Holiday“
- Paul McGuigan – baskytara
- Alan White – bicí, perkuse (kromě „Some Might Say“)
- Tony McCarroll – bicí v „Some Might Say“

Ostatní hudebníci
- Paul Weller – sólová kytara a doprovodné vokály v „Champagne Supernova“ a harmonika v nepojmenovaných skladbách.[2]